# استیون نورینگتون
استیون نورینگتون (انگلیسی: Stephen Norrington؛ زادهٔ ۱۹۶۴) کارگردان فیلم اهل انگلستان است.
از فیلم‌ها یا برنامه‌های تلویزیونی که وی در آن نقش داشته‌است می‌توان به انجمن نجیب‌زادگان عجیب، ماشین مرگ، و تیغه اشاره کرد.